# Hot Hot Heat
Hot Hot Heat war eine kanadische Indie-Rock-Gruppe, die 1999 gegründet wurde. Seitdem wurden fünf Alben veröffentlicht.

## Bandgeschichte
Die vierköpfige Gruppe aus dem Urlaubsort Victoria nahe Vancouver gehört nach den vier Alben Scenes One Through Thirteen (2001), Make Up the Break Down (2002), Elevator (2005) und Happiness Ltd. (2007) zu den international etablierten Indie-Vertretern. Als sich die Gruppe 1999 kennenlernte, war sie noch unvollständig. Steve Bays (Keyboard, Gesang), Paul Hawley (Schlagzeug) und Dustin Hawthorne (Bass) gründeten Hot Hot Heat, nachdem alle drei zuvor in anderen Bands gespielt hatten und mit deren Musik unzufrieden waren. Nach dem Ausstieg des ursprünglichen Sängers wurde dieser von Steve Bays ersetzt. Mit Dante DeCaro erhielt die Gruppe zudem einen Gitarristen, was erheblichen Einfluss auf ihren Stil hatte. Dieser jedoch erklärte ihnen mitten in ihren Aufnahmen zum zweiten Album, dass er die Band verlassen werde. Neuer Gitarrist wurde Luke Paquin.
Am 11. Juni 2010 erschien das Album Future Breeds in Deutschland. Die Band nahm Who You Calling Kid? auf, das auch Titelsong der 2011 gestarteten Fernsehserie Mr. Young ist.

## Diskografie

### Alben
- 2001: Scenes One Through Thirteen (OHEV)
- 2002: Make Up the Breakdown (Sub Pop)
- 2005: Elevator (Warner Bros.)
- 2007: Happiness Ltd. (Sire Records)
- 2010: Future Breeds

### EPs
- Hot Hot Heat (ACHE)
- 2002: Knock, Knock, Knock (Sub Pop)

### Singles
- 2003: Talk to Me, Dance with Me (Sub Pop)
- 2003: No, Not Now
- 2004: Bandages
- 2005: Goodnight, Goodnight (WEA/Sire)
- 2005: Middle of Nowhere
- 2010: 21@12